# Локустень
Локустень, Локустені (рум. Locusteni) — село у повіті Долж в Румунії. Входить до складу комуни Данець.
Село розташоване на відстані 175 км на захід від Бухареста, 41 км на південь від Крайови.

## Населення
За даними перепису населення 2002 року у селі проживали 706 осіб, усі — румуни. Усі жителі села рідною мовою назвали румунську.